# Alejandro Poiré Romero
Alejandro Poiré Romero, né le 15 janvier 1971 à Mexico, est un homme politique mexicain.
De 2011 à 2012, il est Secrétaire à l'Intérieur.